# John Webster

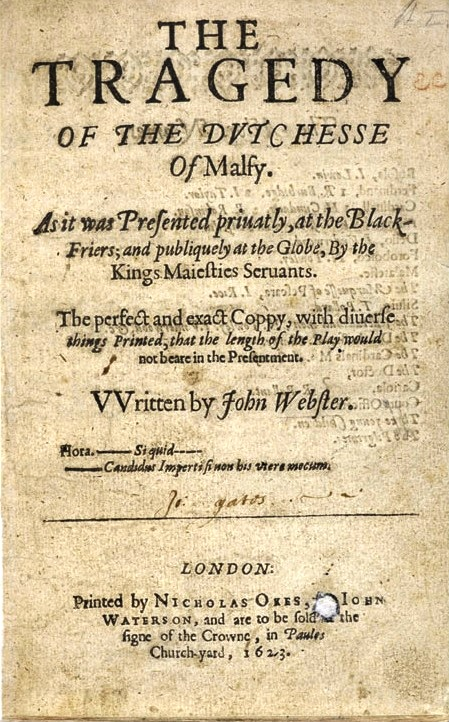
The Duchess of Malfi

John Webster (1580 circa – 1625 circa) è stato un drammaturgo britannico.

## Vita
Non si sa molto sulla vita di John Webster. Probabilmente, come William Shakespeare, fu anch'egli un attore che divenne più tardi drammaturgo.  Due sue tragedie, Il diavolo bianco (o Vittoria Corombona) (titolo originale The White Devil) e La duchessa di Amalfi (titolo originale The Duchess of Malfi), ispirati rispettivamente alle cupe vicende di Vittoria Accoramboni e di Giovanna d'Aragona, sono considerate fra gli esempi più caratteristici del Teatro elisabettiano.
Alcuni lavori sono stati scritti in collaborazione con Thomas Dekker e John Ford.
Il personaggio del drammaturgo compare nel famoso film "Shakespeare in Love"

## Opere
- The White Devil (Il diavolo bianco o Vittoria Corombona, trad. di Luigi Gamberale, Agnone : Sammartino-Ricci, 1922; trad. di Aldo Camerino, Firenze : Sansoni, 1944; a cura di Mariaelisa Dimino, Valverde, Ct : Villaggio Maori, 2014)
- The Duchess of Malfi (La duchessa di Amalfi, trad. di Ettore Allodoli, Lanciano : Carabba,  1913; trad. di Luigi Gamberale,  Agnone : Tip. Sammartino-Ricci, 1922; trad. di Francesco Florio, Firenze : G. Casini, 1962; trad. di Gabriele Baldini, Firenze : Sansoni, 1981; trad. di Giorgio Manganelli, Torino : Einaudi, 1999; trad. di Valentina Poggi, Venezia : Marsilio, 2010)
- La causa del diavolo (titolo originale The Devil's Law-Case)
- Appio e Virginia (titolo originale  Appius and Virginia)
- Attenzione a Nord! (titolo originale  Northward Ho!)
- Attenzione a Ovest! (titolo originale  Westward Ho!)